# Big Horn (Wyoming)
Big Horn – jednostka osadnicza w Stanach Zjednoczonych, w stanie Wyoming, w hrabstwie Sheridan.